# أبرشية سانت باتريك
أبرشية سانت باتريك هي إحدى أبرشيات غرينادا وتقع في شمال الجزيرة الرئيسة مع جزر أخرى شمال غرينادا.